# مقاطعة كورسون (داكوتا الجنوبية)
كورسون (بالإنجليزية: Corson)‏ هي إحدى مقاطعات ولاية داكوتا الجنوبية في الولايات المتحدة الأمريكية.